# Чинкве Казе (Пиза)
Чинкве Казе је насеље у Италији у округу Пиза, региону Тоскана.
Према процени из 2011. у насељу је живело 189 становника. Насеље се налази на надморској висини од 14 м.